# Karl Malmström
Karl Fritiof Malmström (Göteborg, 27 dicembre 1875 – Göteborg, 6 settembre 1938) è stato un tuffatore svedese.

## Biografia
Ha rappresentato la Svezia ai Giochi olimpici di Londra 1908 gareggiando nel concorso della piattaforma, dove ha vinto la medaglia d'argento, ed in quello del Trampolino, dove è stato eliminato al primo turno.

## Palmarès
- Giochi olimpici

Londra 1908: argento nella piattaforma